# 이나바 사다미치
이나바 사다미치(일본어: 稲葉 貞通 いなば さだみち[*])는 센고쿠 시대부터 에도 시대 초기에 걸쳐 살은 무장이자 다이묘이다. 분고국 우스키번 초대 번주이다.

## 생애
덴분 15년 (1546년), 이나바 요시미치의 차남 (이지만 정실의 아들이었기 때문에 적남)으로 태어났다. 처음 아버지와 함께 미노국 사이토씨를 섬겼으나, 에이로쿠 10년 (1567년), 오다 노부나가의 침공군 앞에 항복했다. 그 후에는 아버지와 함께 노부나가의 명에 따라 각지를 전전했다. 덴쇼 7년 (1579년)에 가독을 물려받아 미노 소네성 성주가 되었다.
덴쇼 10년 (1582년) 4월 5일에 시나노국 이이야마성을 수비하고 있을 때, 사다미치는 이모카와 치카마사의 선동된 일규에 포위되어 궁지에 빠지지만, 곧 원군이 도착해 모리 나가요시가 나가누마성 방면에서 일규 세력을 꺾는 바람에 포위가 풀려 무사할 수 있었다. 그러나 이 실수때문인지, 사다미치는 이이야마성 수비의 직을 해제하고, 노부나가의 본진이 있는 스와로 소환되었고, 이이야마 죠다이로는 나가요시의 가신 하야시 타메타다가 가게 되었다. 혼노지의 변 때에는 교토에 있다가 노부나가가 살해당한 것을 알고 급히 본국으로 도주했다.
덴쇼 11년 (1583년)의 시즈가타케 전투에서는 하시바 히데요시에게 가담했지만, 당시 미노는 노부나가의 3남 오다 노부타카의 지배하에 있었기 때문에, 옛 주인의 아들에게 칼을 겨눈다는 망설임이 있었다. 그래서 사다미치는 장남 노리미치에게 가독을 물려주었다. 같은 해, 히데요시를 따라 이세국 미네성을 공격하였으나, 돌아오는 길에 지역민의 일규에 습격당해 궤멸 위기에 처했다. 친히 전군을 맡아 세 차례에 걸쳐 일규 세력을 몰아내고, 일규 세력을 물리쳤다. 덴쇼 15년 (1587년), 규슈 정벌에 노리미치와 함께 출진했다. 노리미치가 히데요시의 비위를 거스르고 칩거를 명받게 되자, 다시 사다미치가 가독을 이었다. 그 해 겨울, 종5위하 시종에 서임되었다.
덴쇼 16년 (1588년)에는 구죠하치만성으로 옮겨, 구죠하치만성의 대개수를 실시했다. 그 해 4월 1일, 고요제이 천황의 쥬라쿠테이 행차 때는 수행원을 맡았다. 이 해에 하시바의 성과 도요토미 성씨를 하사받았다.
덴쇼 18년 (1590년) 3월, 오다와라 정벌에는 1,200여 명의 군사를 이끌고 참전하여, 오다 노부카츠의 지휘 아래, 니라야마성을 공격했다. 임진왜란 때는 여러 장수들과 함께 한반도로 건너와 전진했다.
게이초 5년 (1600년), 세키가하라 전투에서는 당초 서군에 속해 오와리국 이누야마성을 수비했지만, 후에 동군으로 갈아타, 같은 동군의 엔도 요시타카, 카나모리 아리시게 등이 공격하고 있는 구죠하치만성의 구원을 하기 위해 향했다 (하치만성 전투). 그 후에는 나가시마성 수비로 돌아갔다. 본 전투 후에는 카토 사다야스와 함께 서군의 나츠카 마사이에가 지키고 있는 미나쿠치 오카야마성 공략에 공을 세웠기 때문에, 미노국 구죠번 4만석에서 분고국 아마베군, 오오노군, 오오이타군의 3개 군내에 영지를 가진 5만 60여 석의 우스키성 성주로서 초대 우스키번 번주가 되었다.
게이초 8년 (1603년) 9월 3일, 57세의 나이로 사망했다.

## 가계
- 아버지 : 이나바 요시미치
- 어머니 : 산죠니시 사네키의 딸
- 정실 : 사이토 도산의 딸
  - 장남 : 이나바 노리미치
- 계실 : 이나바 부인 - 오다 노부히데의 딸
  - 차남 : 이나바 미치타카
- 두번째 계실 : 마에다 겐이의 딸
- 생모 미상의 자녀
  - 딸 : 아카자 야스케(赤座弥助)의 아내
  - 딸 : 나가보 히데마사(中坊秀政)의 정실
  - 아들 : 이나바 히데카타(稲葉秀方)
  - 아들 : 이나바 다이가쿠(稲葉大学)
  - 딸 : 교쿠운인(玉雲院) - 오다 노부히데의 아내
  - 딸 : 시바타 카츠토요의 정실

## 소설
- 이와이 미요지 「守ってあげたい」 (코분샤문고. 『難儀でござる』 수록)

## 이나바 사다미치를 연기한 배우
- 카와즈 유스케 - 1989년, NHK대하드라마 카스가노츠보네

## 같이 보기
- 이와사키산 (아이치현)